# Победенный, Андрей Анатольевич
Андрей Анатольевич Победенный (3 октября 1966) — советский и российский футболист и футбольный судья. Играл на позиции вратаря.

## Карьера
Воспитанник РОШИСП-10 (Ростов-на-Дону). В 1984 году попал в заявку «Ростсельмаша». В 1985 году перебрался в ставропольское «Динамо». После распада СССР «Динамо» взяли в высшую лигу, а Андрей дебютировал в первом российском чемпионате 29 марта 1992 года в 1-м туре домашнего матча против одноклубников из Москвы, пропустив 3 мяча. В первом сезоне на высшем уровне Андрей Победенный отличался молодецкой статью и хорошими физическими данным, вот только эти достоинства напрочь перечеркивались отсутствием хорошей школы и потрясающей нестабильностью. Сотворяя чудесные сейвы и головокружительные прыжки, Андрей довольно часто не просто выручал, а именно «привозил». Ветерана Владимира Малахова он из ворот вытеснил, однако, необходимость усиления вратарского рубежа перед ставропольским «Динамо» стояла. Летом 1992 года из кисловодского Асмарала Зураб Саная, чуть менее эффектный, но гораздо более надежный. Победенный после очередного срыва сел в запас. В сезоне 1993 года провёл лишь 4 матча за «Динамо», и отправился в «Интеррос», в котором провёл лишь 1 матч. Затем в поисках игровой практики в 1994 году перешёл в «Ростсельмаш», где в том же году завершил профессиональную карьеру. С 1996 по 1997 годы работал ассистентом судьи в третьей лиге, проведя 46 матчей.